# Curtin University
Curtin University (CU) is een openbare universiteit in West-Australië.
De CU ontstond bij aanvang van de 20e eeuw als een technische school, evolueerde naar een technische hoge school en kreeg in 1987 de status van universiteit.
Van de vijf universiteiten die West-Australië rijk is, heeft de CU het hoogste aantal studenten. In de 21e eeuw is de universiteit vier campussen in Azië opgestart.

## Geschiedenis
De 'Perth Technical School' werd in 1900 opgericht. Tijdens de crisis van de jaren 30 groeide de school uit haar voegen. Na de Tweede Wereldoorlog begon de overheid het belang van technisch hoger onderwijs voor de industrie in te zien. Op 19 juni 1962 kondigde premier David Brand de oprichting van een "soort hogeschool" in Bentley aan. In 1967 startte het 'Western Australian Institute of Technology' (WAIT) haar activiteiten.
In 1969 werden de mijnschool van Kalgoorlie en de landbouwschool van Northam in het WAIT ondergebracht. De hoofdbibliotheek van het WAIT, de Robertson Library, opende in 1971. Een jaar later opende de campus 'Shenton Park'. In 1976 werd het radiostation 6NR aan het WAIT opgericht. Het eerste gemeenschapsradiostation van West-Australië werd later tot 'Curtin FM' omgedoopt. In 1979 opende het 'Commonwealth Hockey Stadium' (het latere 'Perth Hockey Stadium') op het domein van het WAIT.
In 1987 kreeg het WAIT de status van universiteit en werd tot de 'Curtin University of Technology' (CUT) omgedoopt. De universiteit werd naar voormalig Australisch premier John Curtin vernoemd. De 'Curtin Graduate School of Business' opende in 1993 in het CBD van Perth. Een jaar later werd het 'Centre for Aboriginal Studies' geopend. In 1997 opende het 'John Curtin Centre' waarin de 'John Curtin Gallery' en de 'John Curtin Prime Ministerial Library' werden ondergebracht. Twee jaar later opende in Perth het 'Curtin International College' voor studenten die nog niet aan de toelatingsvoorwaarden voor de universiteit voldeden.
In 2002 opende een eerste niet op het continent gevestigde campus, 'Curtin Malaysia'. Drie jaar later werden campussen geopend in Esperance, Margaret River en Sydney (de activiteiten in Sydney werden in 2017 stopgezet). In 2008 opende 'Curtin Singapore'. Een jaar later werden in Perth het 'Resources and Chemistry Precinct', een samenwerkingsproject tussen industrie en universiteit, en het 'Curtin Stadium', een sportstadion, geopend.
De CUT werd in 2010 tot de 'Curtin University' (CU) herdoopt. In 2013 opende de 'Curtin Law School'. Sinds dat jaar worden ook MOOCs georganiseerd. In 2016 namen onderdelen van de UC hun intrek in verschillend erfgoed in Perth, waaronder in de 'Old Perth Boys’ School' uit 1854. De 'Curtin Medical School' werd in 2017 door premier Colin Barnett geopend. Dat jaar werd ook een derde buitenlandse campus geopend, in Dubai. In 2018 werd een vierde buitenlandse campus geopend: 'Curtin Mauritius'. Een jaar later opende 'Curtin Midland', een campus die de inwoners van de oostelijke buitenwijken van Perth en voornamelijk medische studenten faciliteert.

## Faculteiten
De CU telt 5 faculteiten:
1. Faculty of Business & Law
2. Faculty of Health Sciences
3. Faculty of Science & Engineering
4. Faculty of Humanities
5. Centre for Aboriginal Studies

## Campussen
West-Australië
De CU telt drie campussen in Perths CBD. De hoofdcampus is 'Curtin Perth' in Bentley. De campus 'Curtin Murray Street' biedt onderdak aan de faculteit Business & Law. 'Curtin St Georges Terrace' verzorgt de relaties met de industrie en het zakenleven.
De campus 'Curtin Midland' is ook in Perth gelegen en maakt deel uit van een plan van de overheid om het oude spoorwegdomein in een medisch en onderwijscentrum te transformeren.
'Curtin Kalgoorlie' biedt onderdak aan de West-Australische mijnschool.
Buitenland
- 'Curtin University Malaysia' in Sarawak op Borneo
- 'Curtin Singapore'
- 'Curtin University Dubai' in de 'Dubai International Academic City'
- 'Curtin Mauritius' in Moka

## Partneruniversiteiten
De CU gaat met meer dan 90 universiteiten over de hele wereld partnerschappen aan opdat haar studenten aan uitwisselingsprojecten kunnen deelnemen.
In de Benelux heeft ze contacten met onderstaande universiteiten:
België
- Universiteit Gent
- Universiteit van Bergen

Nederland
- Universiteit van Amsterdam
- HAN University of Applied Sciences
- Hanzehogeschool Groningen
- Radboud Universiteit
- Technische Universiteit Delft

Luxemburg
- Universiteit Luxemburg

## 'Chancellors'
Het titulaire hoofd van de Curtin University wordt de 'Chancellor' genoemd. De functie is vergelijkbaar met die van Rector magnificus in Vlaanderen en Nederland.
In onderstaande tabel staan alle voormalige voorzitters van WAIT en 'Chancellors' van CU gelijst:
| Termijn begin | Termijn einde | Naam                   | Titel en carrière voordien                                                                      |
| ------------- | ------------- | ---------------------- | ----------------------------------------------------------------------------------------------- |
| 1967          | 1969          | Thomas Robertson       | voorzitter WAIT - directeur van het departement onderwijs                                       |
| 1969          | 1976          | Roy Halliday Henderson | voorzitter WAIT                                                                                 |
| 1976          | 1985          | Alan Barblett          | voorzitter WAIT - olympisch sporter en rechter                                                  |
| 1985          | 1986          | Peter Brinsden         | voorzitter WAIT - rechter aan het hooggerechtshof                                               |
| 1987          | 1990          | Peter Brinsden         | Chancellor CU                                                                                   |
| 1990          | 1996          | Harry Sorensen         | Chancellor CU - zakenman en vrijwilliger                                                        |
| 1996          | 2002          | Charles Perkins        | Chancellor CU - zakenman bij onder meer Wesfamers                                               |
| 2003          | 2006          | Eric Tan               | Chancellor CU - medisch specialist                                                              |
| 2006          | 2009          | William Martin         | Chancellor CU - zakenman in de chemische en grondstoffensector                                  |
| 2009          | 2012          | James Gill             | Chancellor CU - commissaris van de spoorwegen en CEO van de West-Australische watermaatschappij |
| 2013          | 2018          | Colin Beckett          | Chancellor CU - CEO petroleumsector                                                             |
| 2019          | 2024          | Andy Crane             | Chancellor CU - CEO CBH Group                                                                   |
| 2024          | -             | Vanessa Guthrie        | Chancellor CU - bestuurder grondstoffensector                                                   |

## Notabelen
Onderstaande personen volgden onderwijs of doceerden aan de UC en hebben een Nederlandstalige Wikipediapagina:
- Colin Barnett, West-Australische premier - doceerde aan het WAIT
- John Butler, muzikant
- Roger Cook, West-Australisch premier
- Judy Davis, actrice
- Martin Dougiamas - ontwikkelaar van Moodle
- Cody Fern, acteur
- Doris Pilkington Garimara, schrijfster
- Heath Miller, acteur
- Dacre Montgomery, acteur
- Georgie Parker, sportster
- Kerry Sanderson, West-Australische gouverneur - doceerde aan de CU
- Tim Winton - waarnaar een aula werd vernoemd.[7]

- International Standard Name Identifier: 0000 0004 0375 4078
- Library of Congress Control Number: n88676440
- Nationale Bibliotheek van Tsjechië: ko2008471535
- Nationale Bibliotheek van Israël: 987007260035205171
- Système universitaire de documentation: 12176480X
- Virtual International Authority File: 167568872